# ファズラー・ラーマン・カーン
ファズラー・ラーマン・カーン（Fazlur Rahman Khan,ベンガル語: ফজলুর রহমান খান, Fozlur Rôhman Khan, 1929年4月3日 - 1982年3月27日）は、バングラデシュ系アメリカ人の建築技術者。建築構造家であり、超高層建築物の重要な構造システムを開発した。

## 概説
おもにイギリスの構造設計コンサルタントであるアラップに所属して活躍。
高層建築のための「管状設計の父」と呼ばれ、またCADのパイオニアでもあった。彼は1998年まで世界で最も高い建物だったシアーズ・タワー（現在のウィリス・タワー）と、100階建てのジョン・ハンコック・センターの設計者である。
カーンは他の誰よりも、20世紀後半の超高層ビル建設のルネッサンスを導いた。彼は現代の超高層ビル建設にとって基本となった革新的な構造システムを開発したことで、「構造工学のアインシュタイン」「20世紀最高の建築エンジニア」と呼ばれた。高層ビル・都市居住協議会は彼の栄誉をたたえ、Fazlur R. Khan lifetime achievement medalを設立した。
超高層ビルの建築のほかにもさまざまな建築物を設計しており、その中にはキング・アブドゥルアズィーズ国際空港ターミナルビル、キットピーク国立天文台のマクマス＝ピアース太陽望遠鏡、いくつかのスタジアムなども彼の作品である。

## 注および参照

### 注
1. ↑  “List of Independence Awardees” (ベンガル語). Cabinet Division, Government of Bangladesh. 2012年11月29日閲覧。
2. ↑  “Fazlur R. Khan (American engineer) - Encyclopedia Britannica”.   Britannica.com. 2013年12月22日閲覧。
3. 1 2  Mir, Ali (2001). Art of the Skyscraper: the Genius of Fazlur Khan. Rizzoli International Publications. ISBN 0-8478-2370-9
4. ↑  File:Skyscraper structure.png
5. ↑  “Lehigh University: Fazlur Rahman Khan Distinguished Lecture Series”.   Lehigh.edu. 2013年12月22日閲覧。
6. ↑  Weingardt, Richard (2005). Engineering Legends. ASCE Publications. p. 75. ISBN 0-7844-0801-7
7. ↑  Richard Weingardt (10 August 2005). Engineering Legends: Great American Civil Engineers : 32 Profiles of Inspiration and Achievement. ASCE Publications. pp. 78–. ISBN 978-0-7844-0801-8 2012年6月26日閲覧。
8. ↑  Designing 'cities in the sky'. Lehigh University, Engineering & Applied Science. Retrieved on 2012-06-26.
9. ↑  “Lynn S.Beadle pays tribute to Khan”.   Books.google.com.bd (1982年3月27日). 2014年6月18日閲覧。
10. ↑  “Lehigh University: Fazlur Rahman Khan Distinguished Lecture Series”.   Lehigh.edu. 2014年6月18日閲覧。

### 参照
- Weingardt, Richard G. (2005). Engineering Legends: Great American Civil Engineers: 32 Profiles of Inspiration and Achievement. American Society of Civil Engineers. ISBN 978-0-7844-0801-8